# Mars (film 2004)
Марс (ros. Марс) – rosyjski komediodramat z 2004 roku w reżyserii Anny Mielikian.

## Opis fabuły
Były bokser, Borys podróżujący do Moskwy przez przypadek wysiada z pociągu w małym miasteczku na prowincji. Miasteczko kiedyś nosiło imię Marksa, ale miejscowi nazywają swoje miasto Marsem. Prawie wszyscy mieszkańcy miasta, którzy pracują, są zatrudnieni w lokalnej fabryce zabawek. Zabawki służą także jako lokalna waluta, bo pracownikom nie wypłaca się pensji. Młodzi ludzie marzą o wyjeździe z Marsa i zmianie stylu życia. Przewodnikiem Borysa po Marsie jest kierowca Grigorij, który kradnie mu pieniądze i dokumenty, a także mała dziewczynka Nadia, która kradnie mu bilet powrotny. Skazany na dłuższy pobyt w mieście Borys nawiązuje romans z bibliotekarką Gretą. Po wyjeździe Borysa, Greta popełnia samobójstwo.

## Obsada
- Gosza Kucenko jako Borys Nikitin
- Nana Kiknadze jako Greta
- Jewgienija Dobrowolska jako Gałka
- Nadieżda Kamienkowicz jako Nadia
- Jelena Morozowa jako Wiera
- Artur Smoljaninow jako Grigorij
- Jana Jesipowicz jako dziewczyna z najdłuższym warkoczem
- Tatiana Markowa

## Produkcja
Zdjęcia do filmu kręcono w Konotopie (obwód sumski).